# Großschwabhausen
Großschwabhausen – miejscowość i gmina w Niemczech, w kraju związkowym Turyngia, w powiecie Weimarer Land, wchodzi w skład wspólnoty administracyjnej Mellingen.

## Współpraca
Miejscowość partnerska:
- Schwabhausen, Bawaria